# Khaybar
Khaybar (Arabisch: خيبر) is een oase die ongeveer 150 kilometer ten noorden van Medina, Saoedi-Arabië ligt. Voor de komst van de islam werd deze plaats door Joden bewoond.
Khaybar is vooral bekend geraakt door de Slag bij Khaybar, die hier heeft plaatsgevonden. Tijdens deze slag, in het jaar 628, veroverde de profeet Mohammed Khaybar op de Joden.
Het fort bij Khaybar, waar de Joden zich tijdens de slag terugtrokken, bestaat nog steeds.

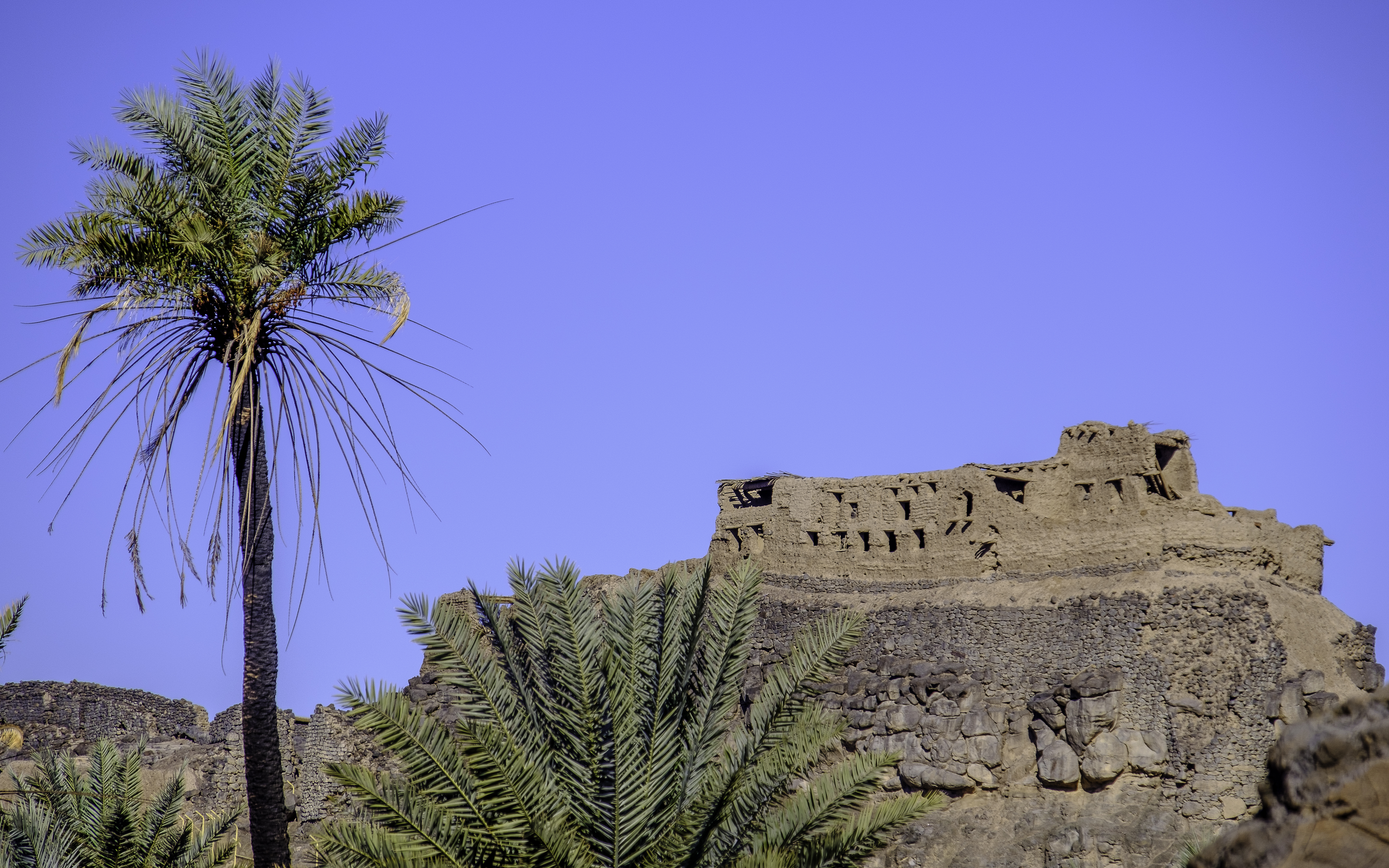
Het oude joodse fort Qamus bij Khaybar
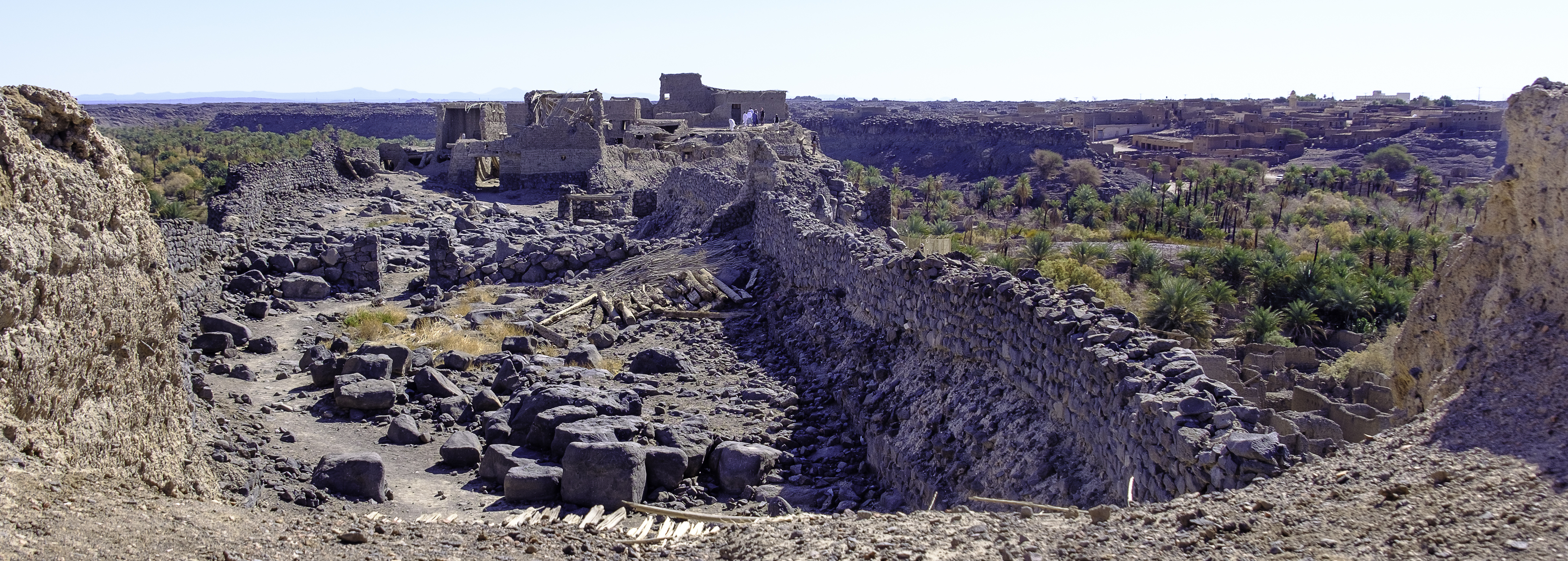
Bovenaanzicht van het fort
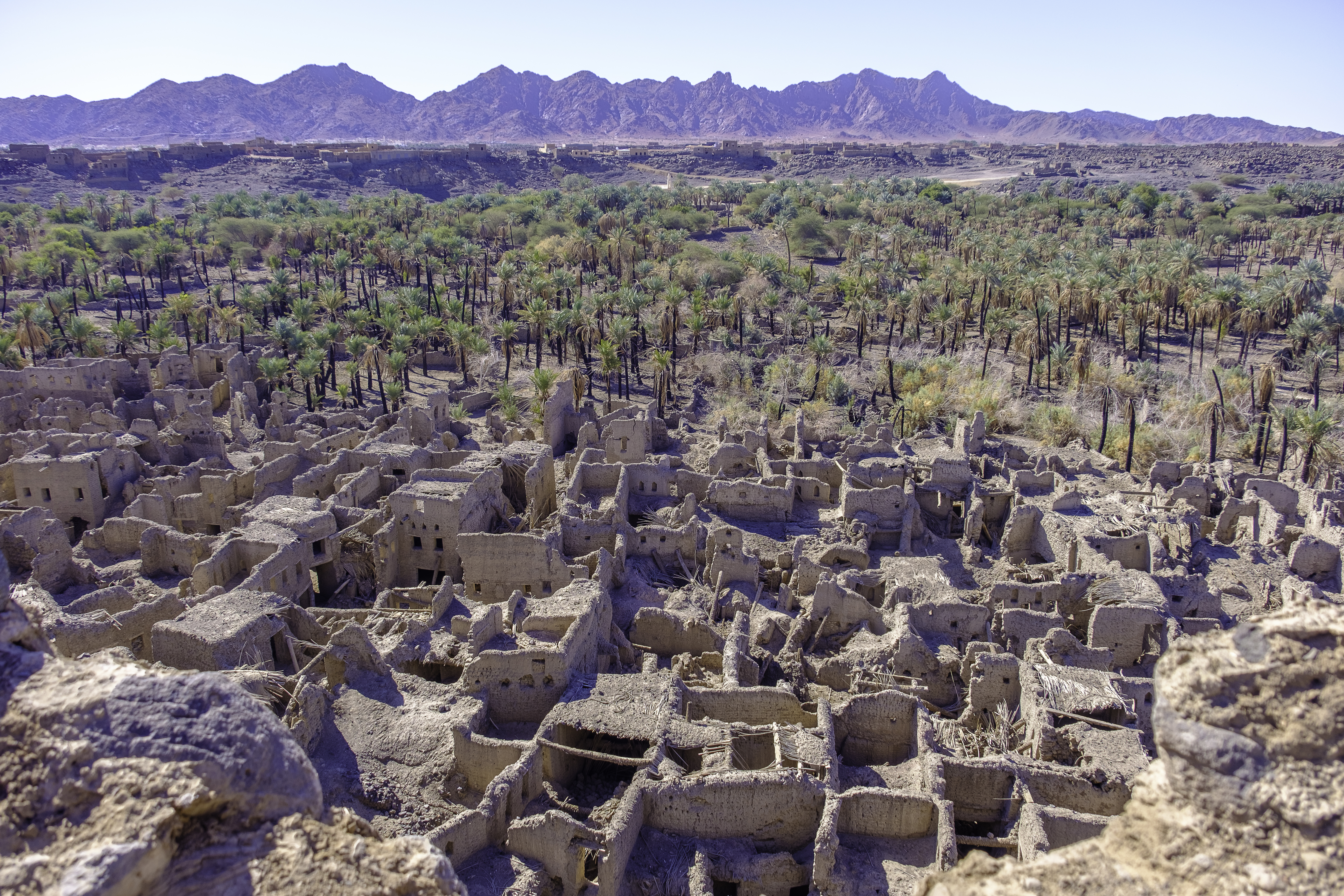
Verwoeste huizen bij het fort

Nabij Khaybar werden in 2023 de resten gevonden van een veel oudere, prehistorische fortificatie. Deze is vermoedelijk aangelegd rond 2000 v.Chr. ter bescherming van een waterbron. De versterking had een omtrek van 14,5 kilometer en telde 180 bastions.